# Gebräude
Das Gebräude war ein großes Volumenmaß für Bier. Es war allgemein die Menge Bier (ein Gebräude Bier), die mit einem Ansatz gebraut wurde bzw. gebraut werden durfte (Braugerechtigkeit). Das Maß war regional unterschiedlich in seiner Unterteilung in kleinere Maße und auch in seiner Größe.

## Berlin
- 1 Gebräude = 9 Kupen (Kufen) = 18 Fass = 36 Tonnen = 3456 Quart
- 1 Tonne = 11.450 Zentiliter[2]

Es galt in Preußen (nach 1816): 1 Gebräude = 41,22 Hektoliter

## Bremen
Hier nur Bräu genannt.
- 1 Bräu = 45 Scheffel (1 S.=74 Liter) = 3375 Liter (für Malz)[4]

## Dresden
- 1 Gebräude = 12 Kufen = 24 Fass = 105 Kannen[5]
- 1 Fass = 2 Viertel = 4 Tonnen = 7 Schockkannen = 420 Dresdner Kannen = 280 Visierkannen

Es galt in Sachsen bis 1871: 1 Gebräude = 12 Kufen = 94,81 Hektoliter

## Hannover
- 1 Gebräude (Brau) = 43 Fass[6] = 87,07 Hektoliter[7]
- 1 Fass = 52 Stübchen

## Leipzig
- 1 Gebräude = 16 Fass
- 1 Fass = 2 Viertel = 4 Tonnen = 300 Kannen = 600 Nösel (Leipziger Schenkkanne)

Es galt in Leipzig bis 1858: 1 Gebräude = 8 Kufen = 70,78 Hektoliter

## Livland
- 1 Gebräu = 24 Loof = 1652,76 Liter (für Gerste)[8]